# Dansk Jagthundeudvalg
Dansk Jagthundeudvalg (DJU) er en forening, der er etableret af Danmarks Jægerforbund (DJ), Dansk Kennel Klub (DKK) og Fællesrepræsentationen for specialklubber for stående jagthunde i Danmark (FJD).

## Formål
Formålet for DJU er at fremme jagthundesagen i Danmark, der konkret sker ved at arrangerer og afholder DJU anerkendte markprøver for stående jagthunde, anerkendte slæb- og apporteringsprøver og anerkendte apporteringsprøver samt fuldbrugsprøver.

## Ledelse
DJU ledes af en bestyrelse, der er udpeget af de organisationer, der har etableret foreningen. Bestyrelsen konstituerer sig med en formand og en næstformand.

## Ekstern henvisning
- Den officielle hjemmeside for Dansk Jagthundeudvalg (DJU). Arkiveret 30. maj 2014 hos  Wayback Machine